# Хильперик I (король бургундов)
Хильперик I (лат. Chilperikus; умер около 480) — король бургундов в 473 — 480 годах.
Сын Гундахара и брат Гундиоха. Правил во Вьенской и Лугдунской провинциях. Воевал совместно со своим братом Гундиохом в Испании на стороне вестготского короля Теодориха II со свевами.